# Иодид кадмия
Иодид кадмия — неорганическое соединение, 
соль металла кадмия и иодистоводородной кислоты с формулой CdI2,
бесцветные кристаллы,
растворяется в воде,
образует кристаллогидрат.

## Получение
- Действие иода на металлический кадмий при нагревании или в присутствии воды:

{\displaystyle {\mathsf {Cd+I_{2}\ {\xrightarrow {H_{2}O}}\ CdI_{2}}}}
- Действие раствора иодистого водорода на карбонат кадмия:

{\displaystyle {\mathsf {CdCO_{3}+2HI\ {\xrightarrow {H_{2}O}}\ CdI_{2}+CO_{2}\uparrow +H_{2}O}}}

## Физические свойства
Иодид кадмия образует бесцветные кристаллы
гексагональной сингонии,
пространственная группа P 3m1,
параметры ячейки a = 0,4240 нм, c = 0,6855 нм, Z = 1.
Хорошо растворяется в воде, метаноле, этаноле, диэтиловом эфире.
Слабо растворяется в ацетоне.
При температуре ниже 0°С образует кристаллогидрат состава CdI2•4H2O.
С аммиаком образует аддукты вида CdI2•n NH3, где n = 2, 4 и 6.

## Применение
- Катализатор в органическом синтезе.
- Компонент пиротехнических составов.
- Применяется в качестве эффективной смазки.

## Биологические свойства
В высоких концентрациях иодид кадмия(II) CdI2 очень ядовит, как и многие другие соединения кадмия. Сильнейший неорганический яд. Опасен для окружающей среды.